# Viranşehir
Viranşehir (tiếng Kurd: Wêranşar) là một huyện thuộc tỉnh Şanlıurfa, Thổ Nhĩ Kỳ. Huyện có diện tích 2272 km² và dân số thời điểm năm 2007 là 152469 người, mật độ 67 người/km².